# تیریاکله
تیریاکله (انگلیسی: Tiryakle) یک شهرک در شهرستان زیانچورینسکی استان باشقیرستان کشور روسیه است.